# Alenka Bikar
Alenka Bikar, slovenska atletinja, * 7. januar 1974, Ljubljana.
Alenka Bikar je nastopila na treh Olimpijskih igrah v šprintu na 200 m, 1996 v Atlanti, 2000 v Sydneyju in 2004 v Atenah, vselej je prišla do pofinala. Edino pomembnejšo mednarodno zmago je dosegla na Sredozemskih igrah 2005, bila pa je še druga na Evropskem dvoranskem prvenstvu 2000 in tretja na Sredozemskih igrah 1997. Leta 2001 je postavila državni rekord na 200 m s časom 22,76 s. Za leto 2001 je bila izbrana za Slovensko športnico leta.
Na državnozborskih volitvah leta 2011 je kandidirala na listi Pozitivne Slovenije.